# Fra i boschi e l'acqua
Fra i boschi e l'acqua è un libro appartenente al genere letteratura di viaggio dell'autore britannico Patrick Leigh Fermor, pubblicato per la prima volta nel 1986. Si tratta del secondo di una serie di tre libri che narrano il viaggio dell'autore a piedi attraverso l'Europa da Hoek van Holland a Costantinopoli tra il 1933 e il 1934.
Il primo libro della serie, Tempo di regali, racconta il viaggio dell'autore fino all'arrivo sul Danubio. Fra i Boschi e l'acqua inizia con l'autore che attraversa il ponte Maria Valeria dalla Cecoslovacchia all'Ungheria, fino a concludersi al suo arrivo alle Porte di Ferro, dove il Danubio formava il confine tra il Regno di Jugoslavia e la Romania. Il previsto terzo volume del viaggio di Leigh Fermor verso il suo completamento a Costantinopoli, La strada interrotta, non è stato terminato nel corso della sua vita, ma è stato finalmente pubblicato nel settembre del 2013.  

## Premi
- 1986: Premio Thomas Cook per la letteratura di viaggio [3]